# 青衣西南康體大樓

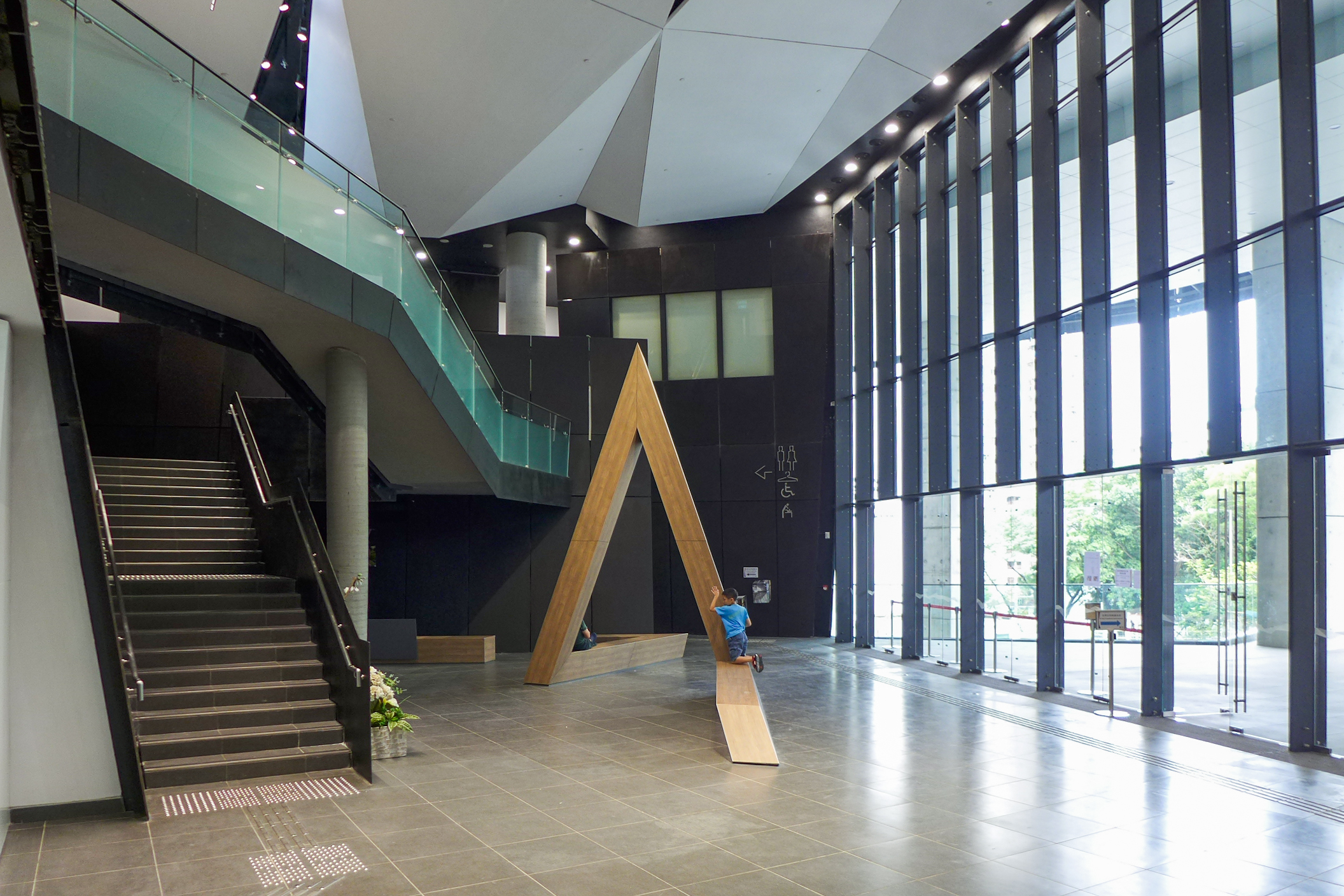
康體大樓地下大堂

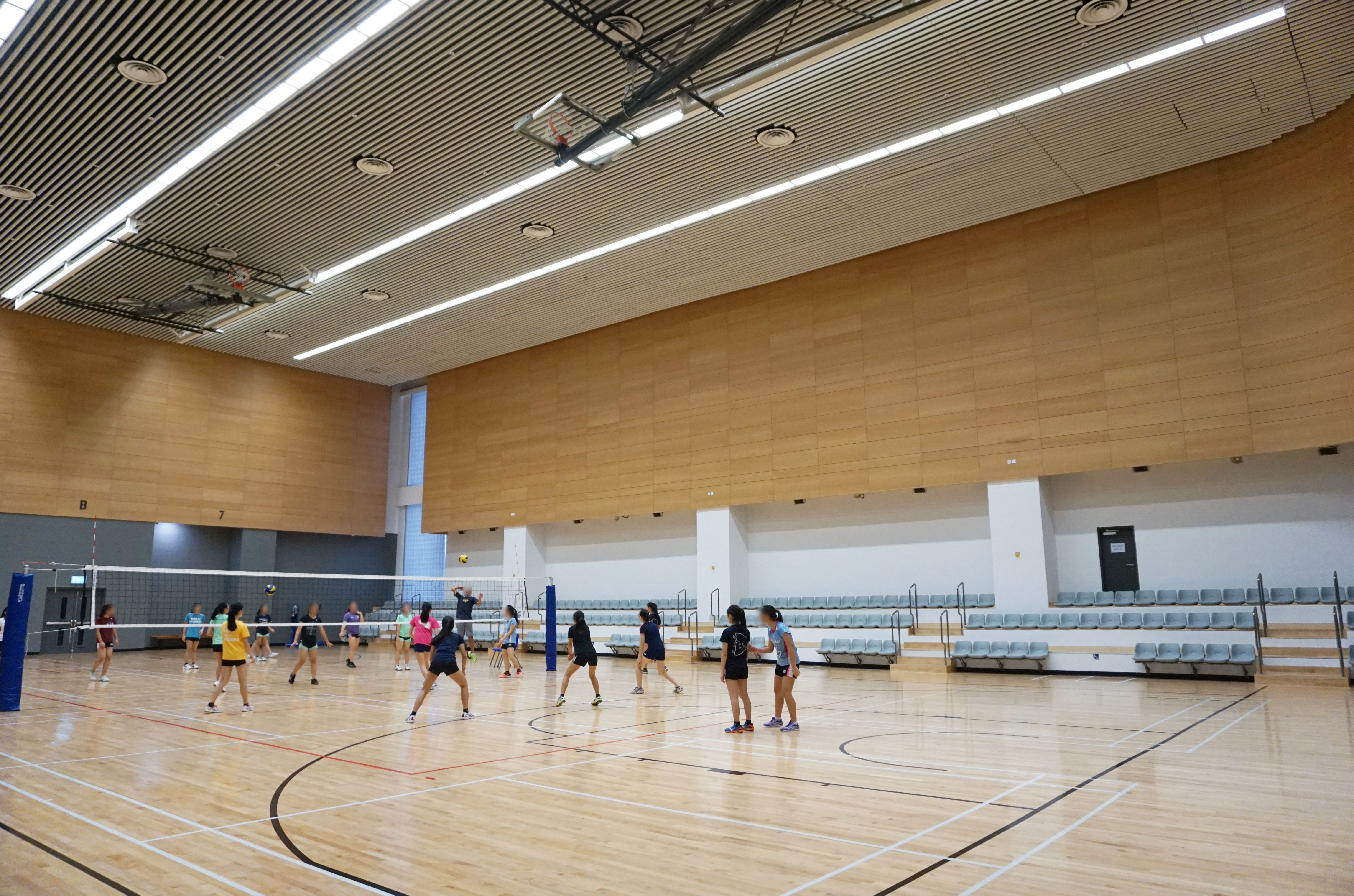
3樓多用途主場

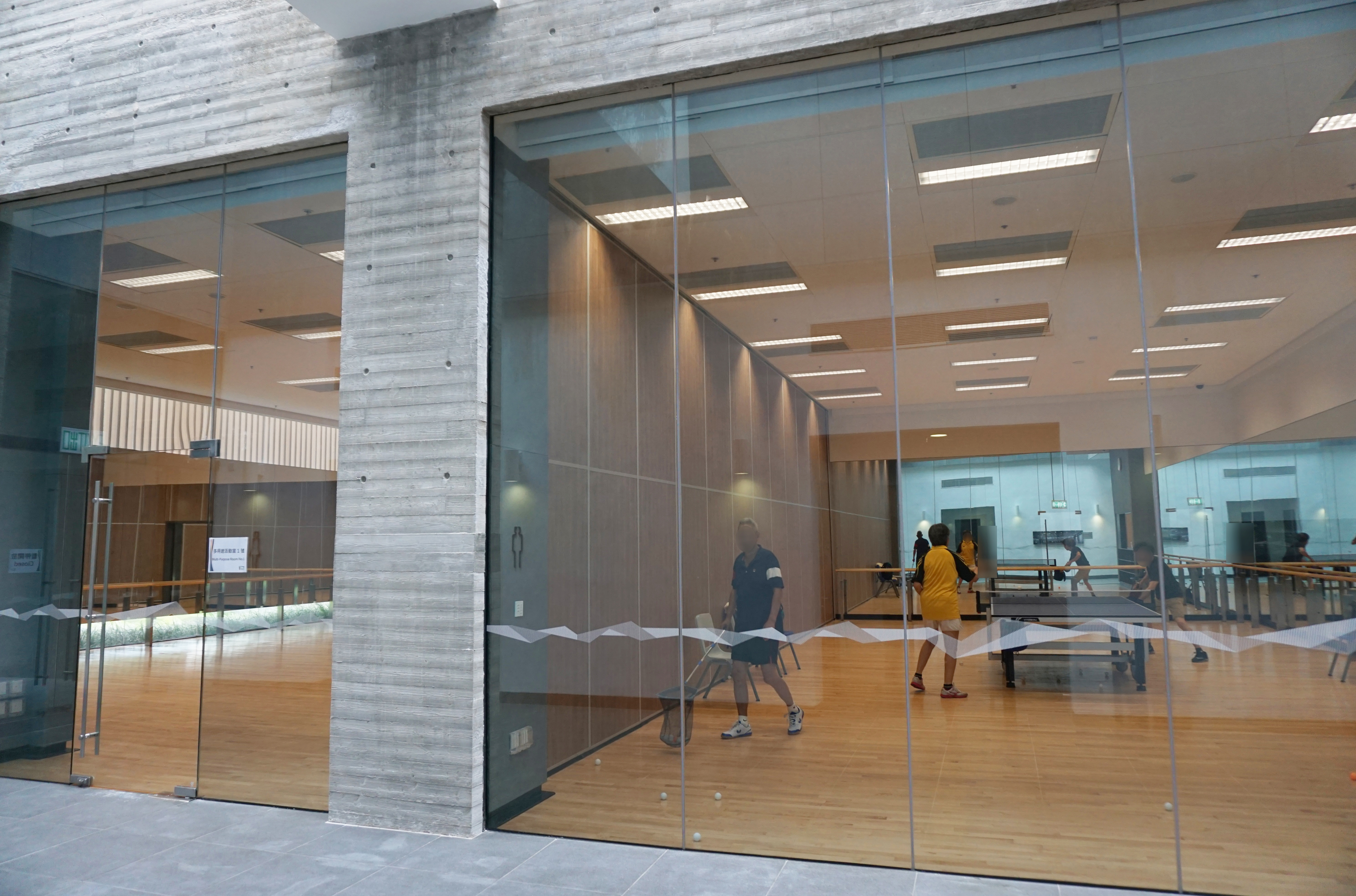
3樓多用途活動室

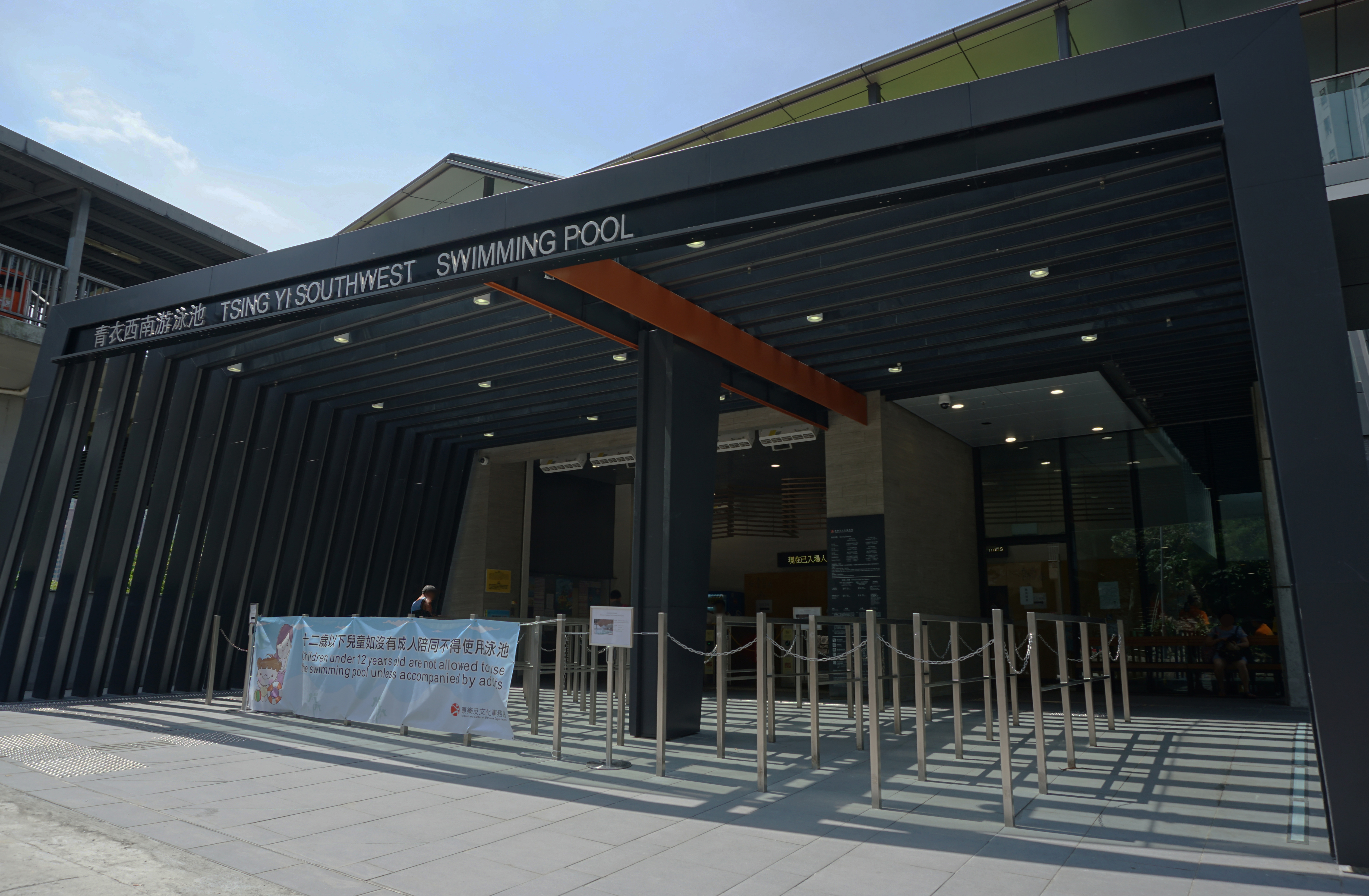
青衣西南游泳池入口

青衣西南康體大樓（英語：Tsing Yi Southwest Leisure Building）是一個位於香港新界青衣涌美路70號的康樂大樓，於2017年7月26日正式投入服務，由康樂及文化事務署管理。建築物由建築署設計。
青衣西南康體大樓雖然以「青衣西南」命名，但並非位於青衣島西南部，而是指青衣新市鎮發展區（範圍主要是青衣島東北部）的西南部。此外，大樓也是香港政府首座以「康體大樓」命名的建築。

## 歷史
青衣西南康體大樓原名青衣第4區體育館，是前區域市政局遺留的工程項目之一。政府於2013年2月將青衣第4區體育館工程提交至立法會民政事務委員會審議，2013年5月8日向立法會工務小組委員會提交相關工程項目建議，並於6月7日提交財務委員會申請撥款7億7480萬港元興建，並獲得通過。工程於2013年年底動工，預計於2017年年初竣工。
青衣西南康體大樓於2017年7月26日投入使用，並於12月5日揭幕，開幕典禮由民政事務局局長劉江華、康樂及文化事務署署長李美嫦、建築署署長梁冠基、葵青區議會主席羅競成等人主持。
2019冠狀病毒病疫情期間，青衣西南體育館一度暫停開放，以便設立暫托中心。
2017年8月以及2021年12月，青衣西南游泳池分別發生兩次發現少量糞便事件，導致游泳池需要短暫關閉。
2024年4月11日早上8時許，康文署公佈青衣西南游泳池需要進行緊急維修工程，需要暫時關閉，並於早上10時半重開。

## 設施
大樓佔地約6,700平方米，1至3樓為體育館，名為「青衣西南體育館」，場內一樓兼設25米長的暖水游泳池、多用途主場館（2個籃球場或2個排球場或8個羽毛球場）、一幅高達15米的戶外運動攀登牆、兒童遊戲室、2間多用途活動室及2間舞蹈室。
大樓地下的游泳池面積為25米乘15米，設6條泳線，水深0.9米至1.2米，是葵青區第四個游泳池，也是區內首個室內暖水游泳池。
場內2樓設高達15米的戶外運動攀登牆，為首次在葵青區內提供的設施，攀登牆共設8條不同難度的攀爬線，分4個難度級別，市民可免費使用。3樓面積達350平方米的兒童遊戲室是區內首個兒童遊戲室，以海洋為主題，每次限額30人。
因康體大樓不設健身室，引起居民不滿，康文署最終將3樓的多用途室改建成健身室，並已於2020年5月28日開放。
大樓落成後亦減輕青衣體育館租場壓力。

## 青衣西南游泳池開放時間
| 夏季開放時間表（4月至9月中）                                                                               | 夏季開放時間表（4月至9月中） | 夏季開放時間表（4月至9月中） |
| --- | ---------------------------- | ---------------------------- |
| 第一節：上午6時30分至中午12時                                                                              | 第二節：下午1時至6時30分     | 第三節：晚上7時30分至10時    |
| 暫停開放時間：中午12時至下午1時及下午6時30分至7時30分                                                      |                              |                              |
| 冬季開放時間表（11月至翌年3月）                                                                            |                              |                              |
| 第一節：上午6時30分至中午12時                                                                              | 第二節：下午1時至6時         | 第三節：晚上7時至9時30分     |
| 暫停開放時間：中午12時至下午1時及下午6時至7時                                                              |                              |                              |
| 配合每年維修工程的暫停開放時間                                                                             |                              |                              |
| 9月11日至10月31日                                                                                          |                              |                              |
| 每周大清潔行動                                                                                             |                              |                              |
| 本公眾游泳池逢星期二進行一次大清潔行動，時間為上午10時至第二節開放時段完結為止，而泳池會於同日第三節重開。 |                              |                              |

## 建築設計
根據發展局局長黃偉綸在網誌所提及，青衣西南康體大樓由建築署進行設計，根據建築署高級建築師劉天行指出，設計青衣西南康體大樓時加入了一些活力和動感元素，包括體育館外牆採用斜線、折面，以及摺疊的天花設計以象徵運動員運動時的動感和活力，而游泳池的天花模仿泳手蝶泳的形態等，大堂長椅設計成心電圖形狀等，而綠化比率達到3成，有助降低熱島效應，多幅玻璃外牆和天窗則有效收集天然光，減少照明的用電量；室內空調設計使用了各式節能及再生能源設施。大樓又採用了大量環保物料，大大節省原材料的浪費，為推動綠色建築出一分力，並獲得香港建築師學會頒發2016／17年度境內優異獎（社區建築）。

## 圖片集

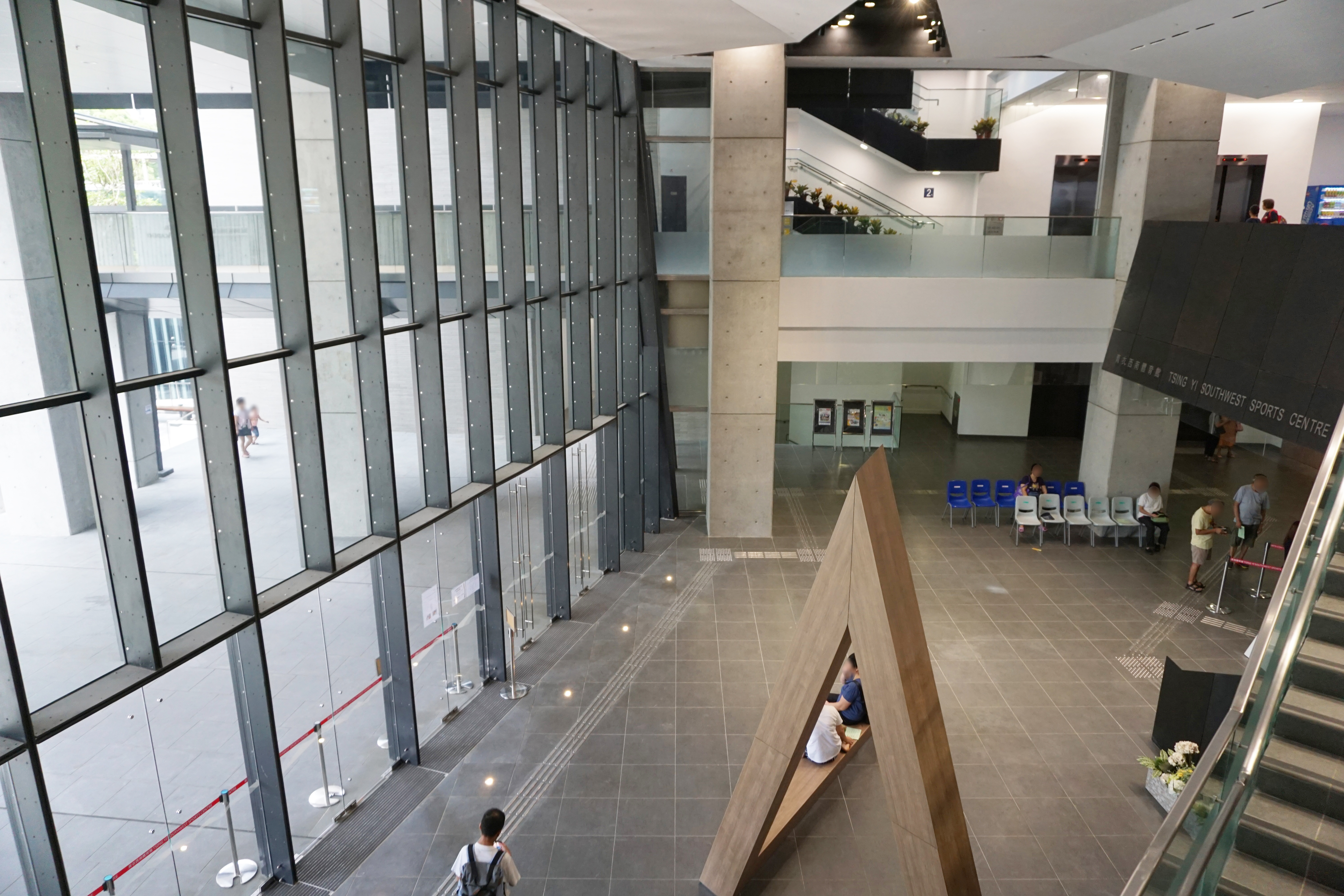
大樓中庭
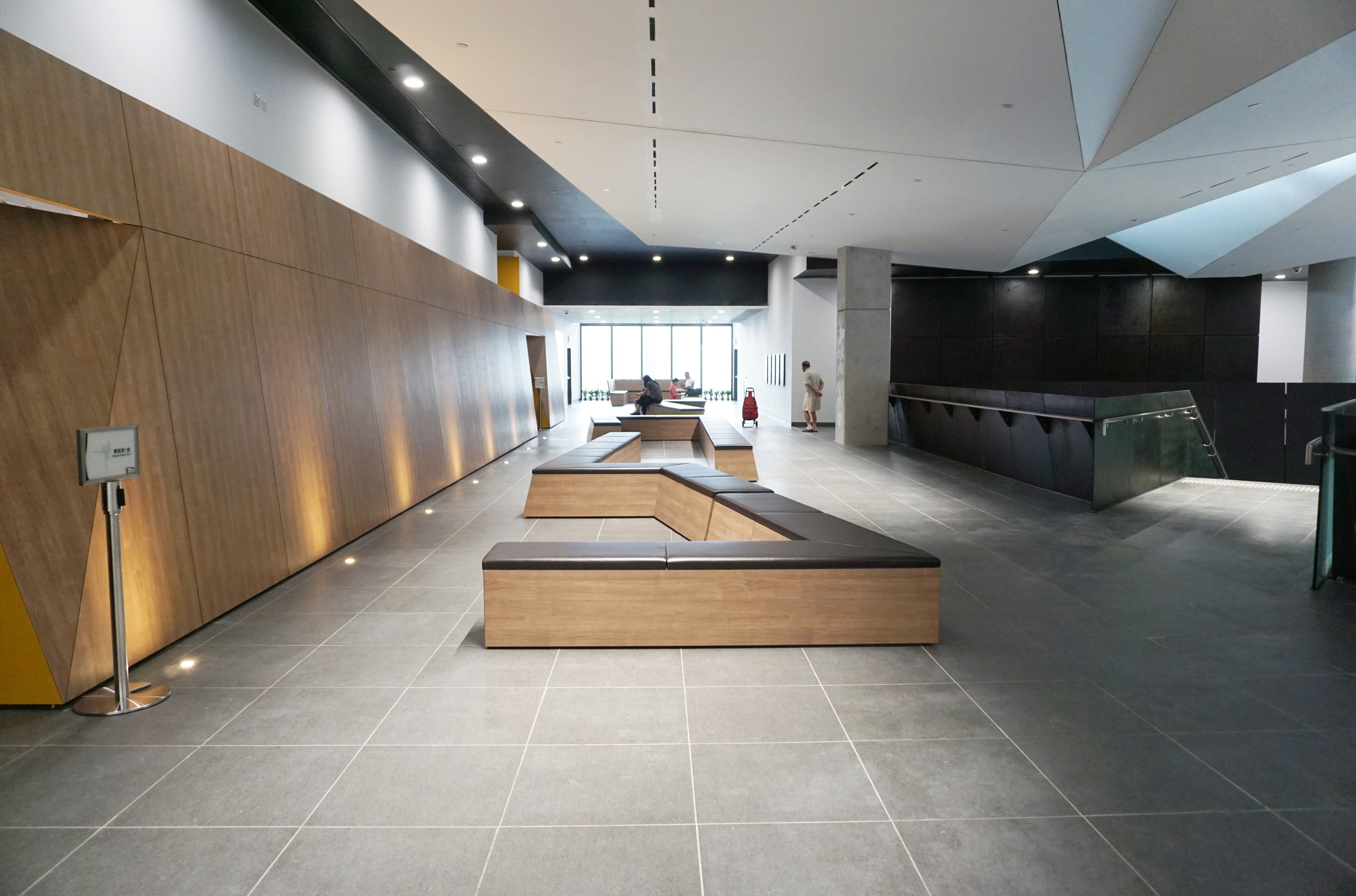
2樓大堂閒座區
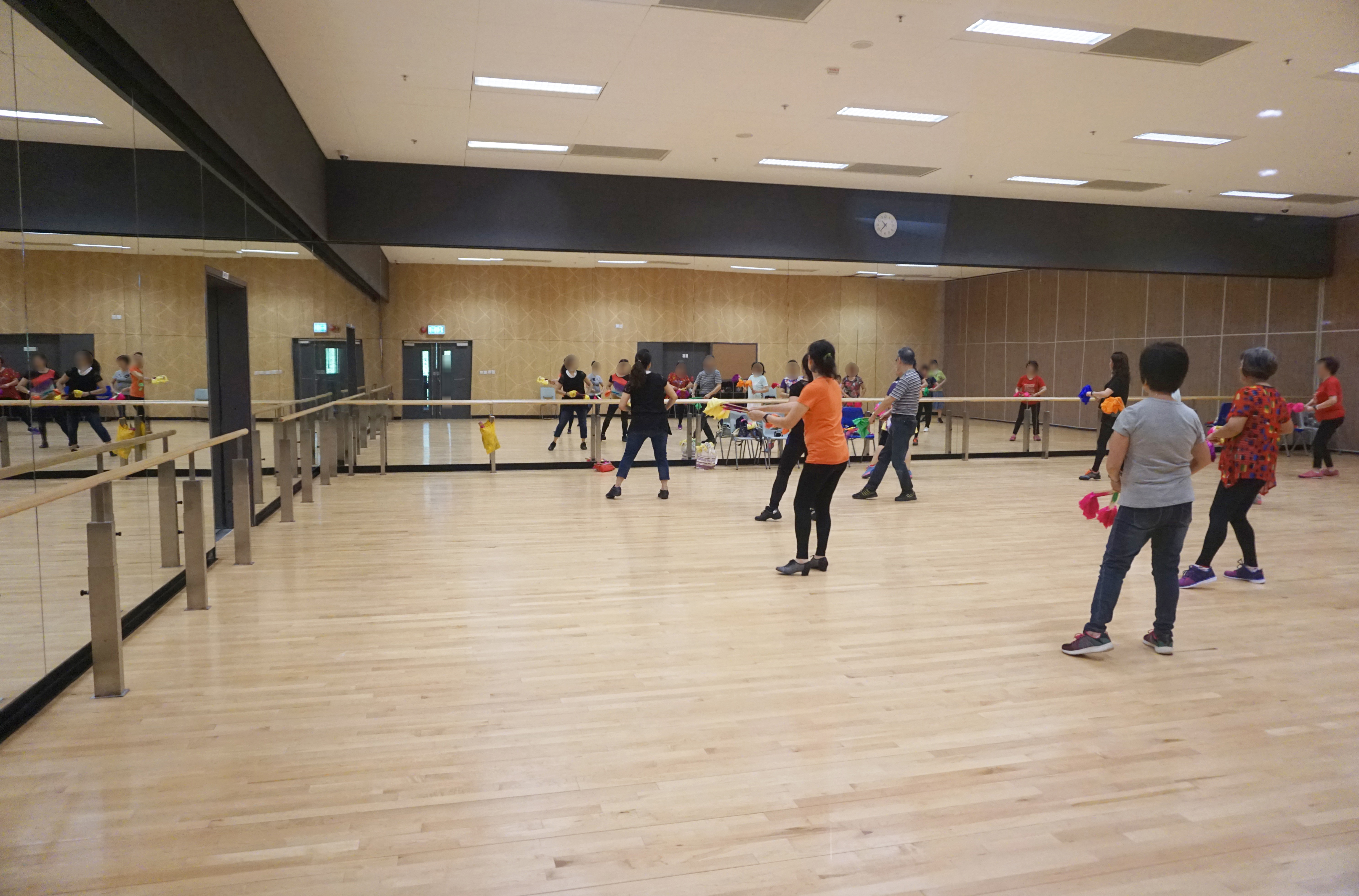
2樓舞蹈室
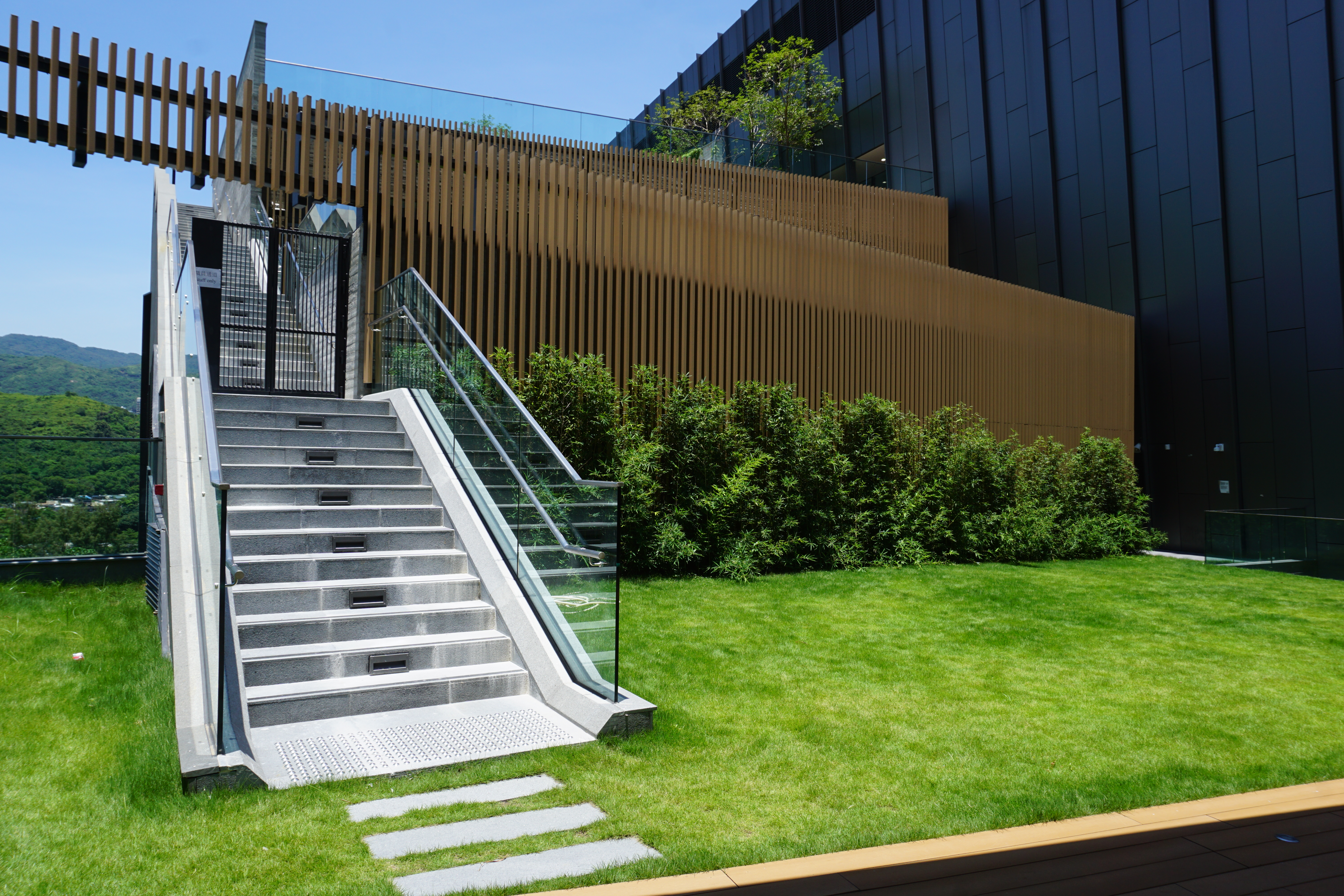
2樓戶外花園
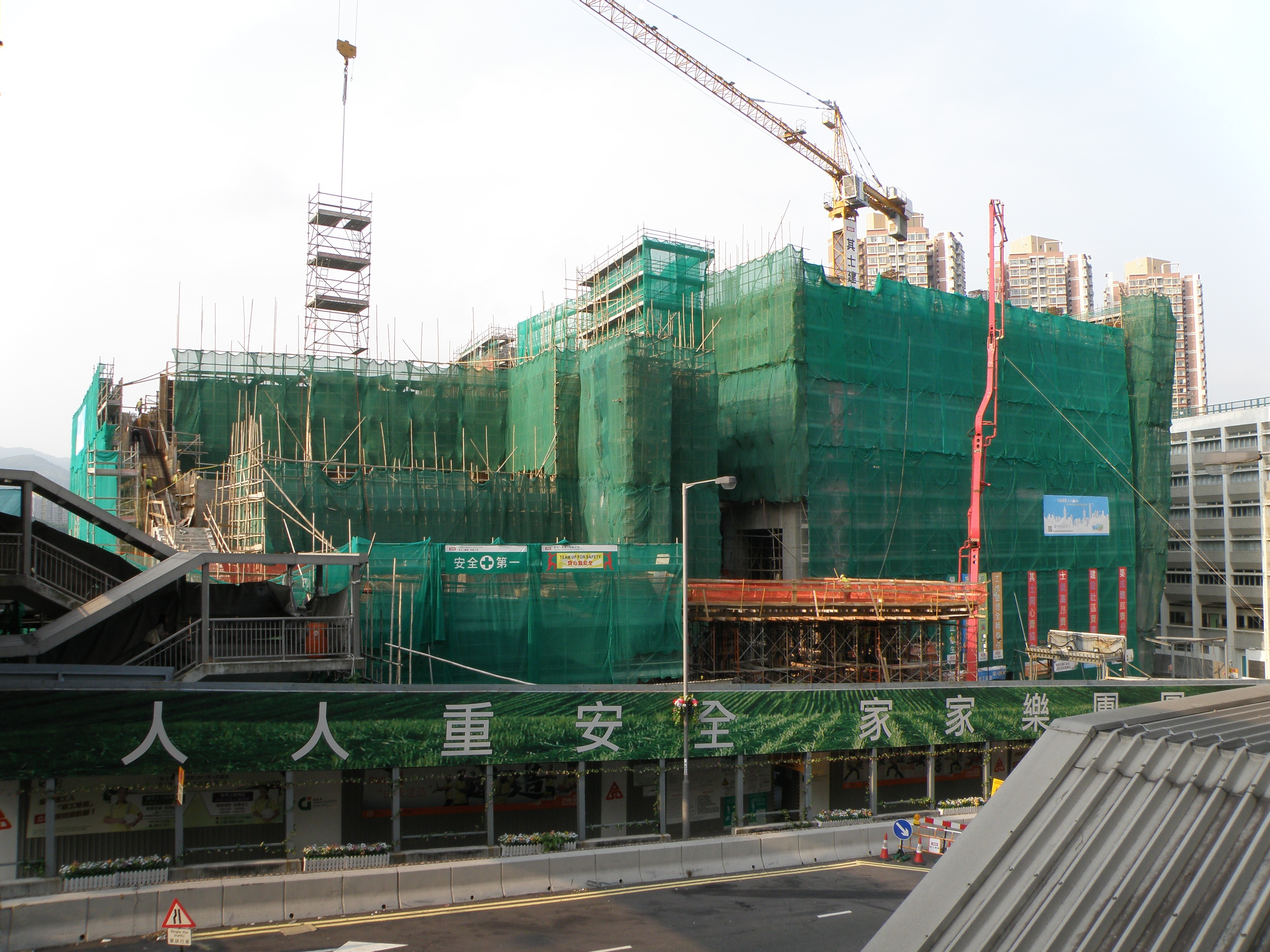
建築中（2015年9月）
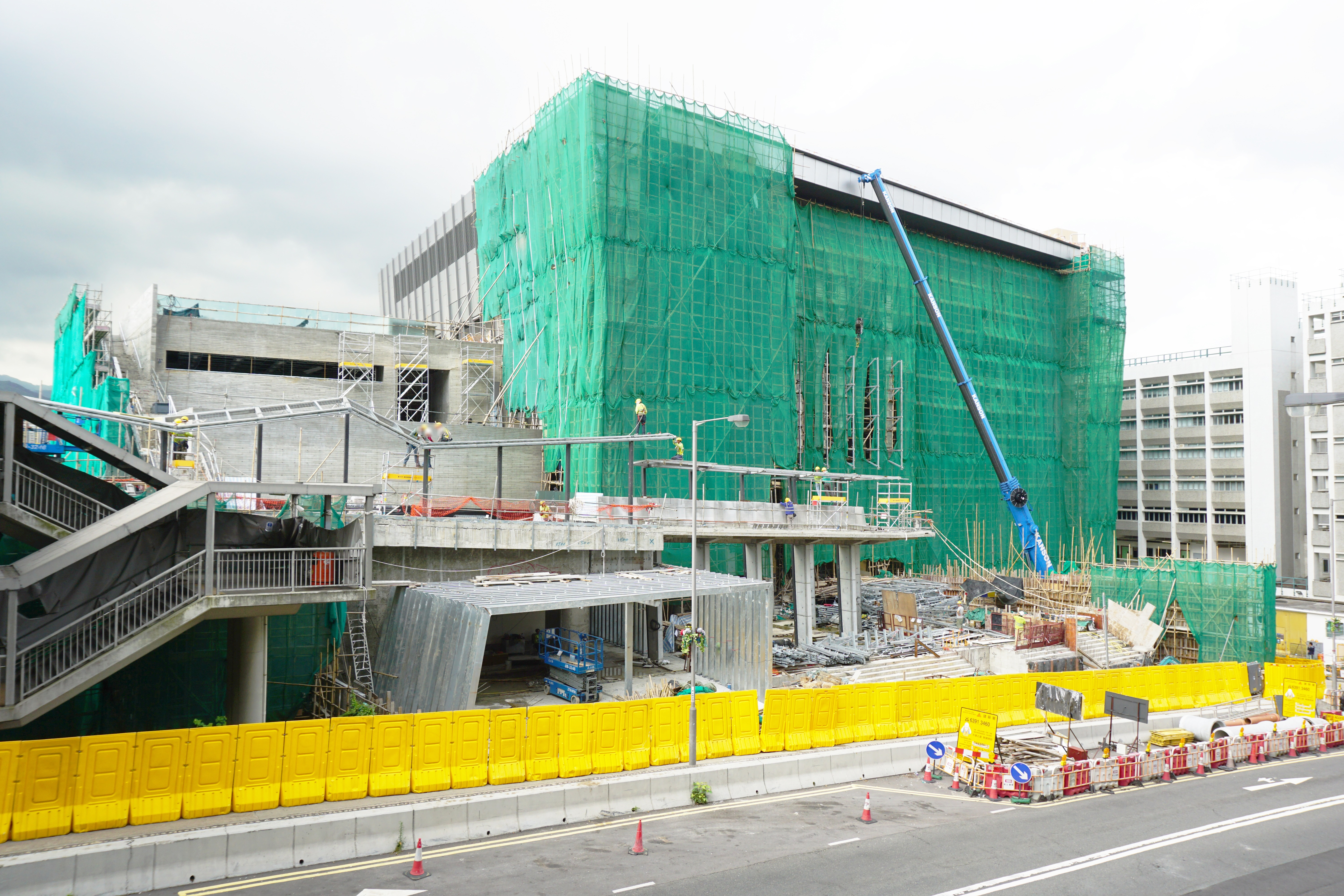
建築中（2016年6月）
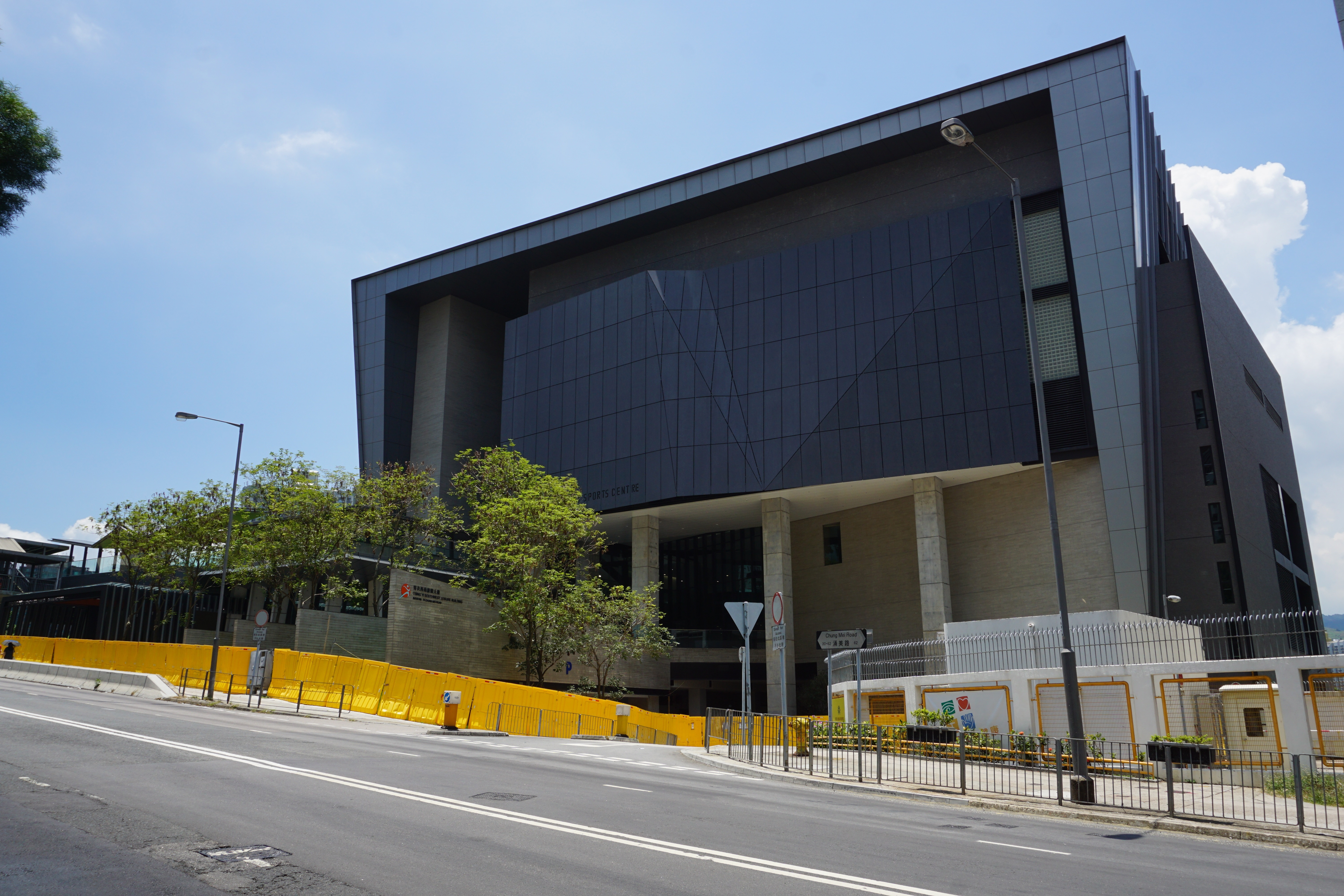
建築中（2017年6月）

## 外部連結
- 康樂及文化事務署－青衣西南游泳池 （页面存档备份，存于）